# Achilleus Kewanuka
Sveti Achilleus Kewanuka, ugandski mučenec in svetnik, * 1869, † 3. junij 1886.